# Ebolowa
Ebolowa is de provinciehoofdstad van Sud in Kameroen. Het is omringd door het tropisch regenwoud. Ebolowa heeft ongeveer 80.000 inwoners.
De stad is de zetel van een rooms-katholiek bisdom.

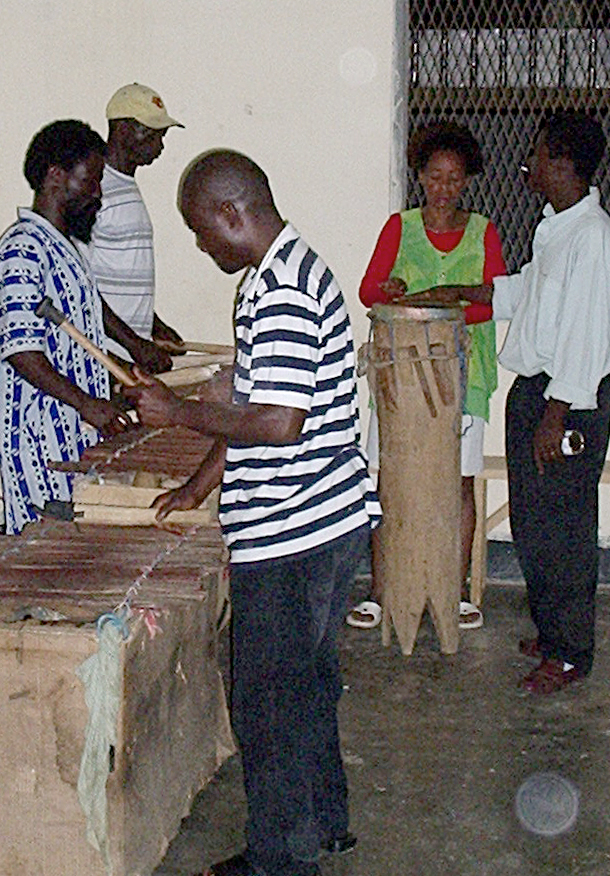
Muzikanten in Ebowola

## Geboren
- Patrick Suffo (1978), voetballer